# Denuncia (ordinamento penale svizzero)
La denuncia è, nell'ordinamento penale svizzero, un atto con cui qualsiasi cittadino rende nota alle autorità la commissione di un reato: essa può essere presentata oralmente o per via scritta presso qualsiasi posto di Polizia cantonale ovvero presso il pubblico ministero o l'autorità cantonale delle contravvenzioni.
Essa è normata dall'articolo 301 del Codice di diritto processuale penale svizzero, che garantisce il diritto di denuncia, mentre l'articolo 302 prevede l'obbligo di denuncia per alcune istituzioni pubbliche. Per i reati gravi l'azione penale avviene d'ufficio, mentre per quelli lievi avviene a querela di parte, da presentarsi entro novanta giorni dall'aver conosciuto l'identità dell'autore del reato, inoltre, alcuni reati ordinariamente proseguibili d'ufficio lo sono solo a querela di parte se avvengono all'interno di una famiglia.